# Compra Gadsden

Cidades da compra Gadsden

A Compra Gadsden designa a aquisição ao México pelos Estados Unidos, em 1853, de territórios com uma área total de aproximadamente 77 770 km², atualmente situados no sul dos estados norte-americanos do Arizona e Novo México. Incluía territórios ao sul do Rio Gila e a oeste do Rio Grande. Esta compra definiria as fronteiras finais do território continental dos Estados Unidos.

## Antecedentes
Após o final da Guerra Mexicano-Americana de 1848, continuavam por resolver as disputas fronteiriças entre os Estados Unidos e o México. O território que hoje constitui o sul dos estados do Arizona e Novo México fazia parte de uma proposta para a construção de uma linha de caminho de ferro transcontinental. O então secretário de guerra dos Estados Unidos, Jefferson Davis, convenceu o presidente Franklin Pierce a enviar James Gadsden (que tinha interesses pessoais nesta rota de caminho de ferro) para negociar com o México a compra destes territórios.

## A compra

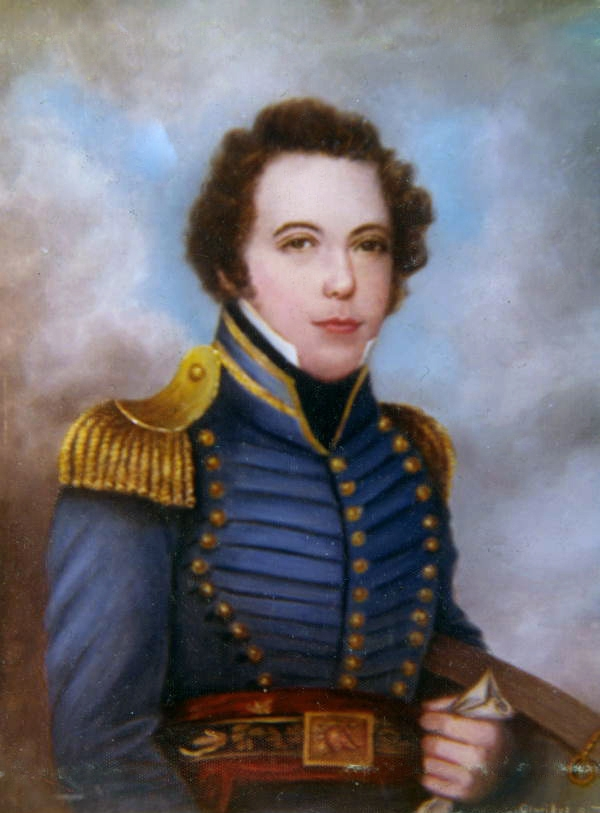
James Gadsden

Segundo o acordo estabelecido em 30 de dezembro de 1853 (Tratado de La Mesilla) entre James Gadsden e o presidente mexicano Antonio López de Santa Anna, os Estados Unidos pagaram ao México 10 milhões de dólares (equivalentes a 325 milhões de dólares de 2020), em troca da cedência territorial mexicana. O tratado incluía uma provisão que permitia aos Estados Unidos construir um canal transoceânico através do Istmo de Tehuantepec, mas os Estados Unidos nunca fizeram uso dela.
Além do objetivo da construção da linha de caminho de ferro transcontinental, a Compra Gadsden tinha também como objetivo compensar o México pelos territórios ocupados pelos Estados Unidos após o final da guerra mexicano-americana. O Tratado de Guadalupe Hidalgo de 1848 pusera termo ao conflito militar entre os dois países, mas atribuía apenas uma compensação simbólica pelos territórios perdidos pelo México durante a guerra.

## Controvérsias
Originalmente, esta compra previa a aquisição de um território muito mais vasto, abrangendo a maior parte dos atuais estados mexicanos de Coahuila, Chihuahua, Sonora, Nuevo León e Tamaulipas bem como parte da península da Baixa Califórnia. No entanto esta ideia tinha a oposição não só do povo mexicano, mas também dos senadores anti-escravagistas dos Estados Unidos que viam esta aquisição como sendo nada mais que a ampliação dos territórios escravagistas. Mesmo a aquisição que finalmente foi acordada foi suficiente para produzir a ira do povo mexicano, que viu as ações de Santa Anna como mais um ato de traição à pátria e que assistia  enquanto este desbaratava os fundos gerados pela venda. A Compra de Gadsden ajudaria a terminar a carreira política de Santa Anna.